# Sidika Özdil
Sidika (Sıdıka) Özdil (Ankara, 1960) is een Turkse dirigent en componist.
Ze is de dochter van Recai Tayyar Özdil en Ilhan Özdil, en de zus van dirigent Inci Özdil.

## Levensloop

### Opleiding
Sidika Özdil ontving haar eerste muzieklessen van Mithat Fenmen, samen met haar zus Inci, de latere eerste vrouwelijke dirigent van Turkije.
Van 1971 - 1980 studeerde zij piano bij Nimet Karatekin, compositie bij Necil Kazim Akses en orkestdirectie bij Nevit Kodalli aan het Staatsconservatorium van Ankara, onderdeel van de Hacettepe Universiteit. Aan hetzelfde instituut behaalde zij aansluitend haar Masterdegree in orkestdirectie (1982) en compositie (1983).
Ze won een staatsbeurs, net als haar elf maanden jongere zus, en samen gingen ze naar de Royal Academy of Music in Londen voor een vervolgstudie. Beide zussen waren de eerste vrouwelijke directiestudenten aan dit conservatorium. Özdil volgde directielessen bij George Hurst, Colin Metters en Alan Hezeldine. Ze volgde tevens lessen in Duitse Romantische muziek bij dirigent Carlo Maria Guilini. Tijdens haar directiestudie in Londen deed ze een vervolgstudie compositie bij Paul Patterson en Hans Werner Henze. Ook volgde ze masterclasses bij Krzysztof Penderecki, Olivier Messiaen, Luciano Berio, Witold Lutosławski, Toru Takemitsu, György Ligeti en Iannis Xenakis.
Özdil studeerde in 1989 af aan de Royal Academy of Music, en was de eerste aan wie het nieuwe Recital Diploma voor compositie werd uitgereikt.

### Werk
Na haar afstuderen werd Özdil in 1990 producent voor de BBC World Service.
In 1993 stelde het Ministerie van Cultuur Sidika Özdil en haar zus Inci Özdil aan om een nieuw orkest op te richten, het Antalya Staats Symfonieorkest (Antalya Devlet Senfoni Orkestra). Ze waren zowel de jongste als eerste vrouwelijke oprichters van een Turks orkest.
In 2001 componeerde zij in opdracht van het Royal Opera House Facing Phaselis, het eerste werk van een Turkse componist ooit voor dit gezelschap. Solisten van het Royal Opera House voerden dit werk eveneens uit tijdens het International Istanbul Music Festival in 2003.
Özdil was in 2003 een van de vijf oprichters van Orkestra@Modern. Dit ensemble is gespecialiseerd in stukken van Turkse componisten en hedendaagse muziek.
In 2008 werd haar Dances for String Quartet uitgevoerd als onderdeel van de kamermuziek-concertserie van het Melbourne Symphony Orchestra. Het concert werd live uitgezonden door radio en tv.
Sinds 2013 doceert ze compositie aan het Ankara Staatsconservatorium. In 2015 organiseerde zij alhier het International Composers and Interpreters Festival.
In 2014 was ze een van de oprichters van de Vakbond van Turkse kunstenaars (TSB), die kunstenaars van verschillende disciplines bijeen wil brengen.
Haar composities worden wereldwijd uitgevoerd en via radio en tv uitgezonden, waaronder in New York, Washington, Amsterdam, Frankfurt, Merlbourne, Tel Aviv, Maleisië, Parijs, Londen en Wenen (Festival Wien Modern). Haar stuk voor harp, Aganta Burina Burinata, is onderdeel geworden van het vaste repertoire voor de harpopleiding aan het Conservatorium van Parijs. Het werk is op CD opgenomen door o.a. de Nederlandse harpiste Godelieve Schrama.

## Composities

### Orkestwerken
- Kybele (voor groot orkest), 1989
- Global Mass (strijkorkest), 1991

### Solo en orkest
- Bulutların Boyutları / Dimensions of Clouds (viool en orkest), 1988
- Hittites (pianoconcert), 1997

### Kamermuziek
- Resistance for a Dream (voor symfonische blaasinstrumenten), 1990
- Dances (voor strijkkwartet), 1986
- Anadolu’dan Üç Görüntü / Three Images from Anatolia (voor blaaskwintet), 1987
- Avoiding the Rain (voor viool en cello), 1988
- Kış Seramikleri / Winter Ceramics (voor viool en piano), 1991
- 3-D Reams (voor viool, cello, piano), 1996
- Facing Phaselis (voor 10 snaarinstrumenten), 2001

### Zang
- Everything is for you (voor mezzosopraan, altviool, piano). Gedichten: Orhan Veli, 1988.
- Soul Bird (voor sopraan, kamerensemble en twee piano's). Poëzie: Bedri Rahmi Eyüboğlu, 1988

### Solo-instrumenten
- Variations on a Turkish Folk tune (altviool), 1986
- Variations on a Turkish Folk tune (vioolbewerking), 1986
- Aganta Burina Burinata (harp), 1991
- In Twos and Threes (viool), 1992
- Sevgi ve Duygu (Liefde en Emotie) (voor piano met 4 handen), 1986

### Koor
- Gözlerimin Bahçesinde / In the Garden of My Eyes (voor gemengd koor a capella), 1989

## Prijzen
- 1986: Arthur Harveyprijs
- 1987: Josiah Parkerprijs
- 1987: Frederic Corderprijs
- 1988: Leverhulmebeurs
- 1988 en 1989: Mosco Carnerprijs
- 1988: Bennet of Lincolnprijs
- 1988: William Elkinprijs
- 1988: Prijs voor de compositie Soul Bird voor sopraan en kamerensemble, geschreven ter gelegenheid van het Hans Werner Henze Festival. Haar zus Inci, die de première dirigeerde, ontving de prijs voor de beste vertolker.
- 2016: De Royal Academy of Music kent Sidika en Inci Özdil de eretitel Associate of the Royal Academy of Music (ARAM) toe. Sinds de oprichting van de academie in 1822 zijn zij de eerste Turkse musici die deze titel ontvingen.